# Heinz von Lichberg
Heinz von Lichberg, eigentlich Rudolf Gustav Ernst Heinz von Eschwege, (* 7. September 1890 in Marburg; † 14. März 1951 in Lübeck) war ein deutscher Schriftsteller und Journalist. Er stammte aus einem hessischen Adelsgeschlecht und war der einzige Sohn des preußischen Obersten Ernst von Eschwege (1858–1914).

## Lolita
Heinz von Eschwege, der im Ersten Weltkrieg als Kavallerieoffizier diente, veröffentlichte schon in jungen Jahren Gedichte in den Zeitschriften Jugend und Simplicissimus.  Im Jahr 1916 publizierte der Darmstädter Falken-Verlag, unter dem Pseudonym Heinz von Lichberg, eine Sammlung von fünfzehn seiner Erzählungen unter dem Titel „Die verfluchte Gioconda“. Die neunte davon, nur 18 Seiten lang, handelte von einem Intellektuellen mittleren Alters, der sich bei einer Auslandsreise in die blutjunge Tochter seines Zimmerwirts verliebt; das Mädchen namens Lolita, das der Geschichte den Titel gab, stirbt am Ende.  1917 erschien ein kleiner Gedichtband: „Vom Narrenspiegel der Seele“.

## Feuilletonist
Nach dem Krieg arbeitete Lichberg als Journalist in Berlin.  Er schrieb Reportagen und Feuilletons für Alfred Hugenbergs Scherl-Verlag und dessen Berliner Lokal-Anzeiger, veröffentlichte aber daneben auch selbst. 1920 erschien das kleine Buch „Die große Frau - Kleinigkeiten aus dem Leben einiger Menschen“. Wirklich bekannt jedoch wurde er erst 1929, als er für den Scherl-Verlag mit der Sammlung „Zeppelin fährt um die Welt“ über die Weltumrundung mit dem Luftschiff „Graf Zeppelin“ berichtete.
In der Endzeit der Weimarer Republik stand Lichberg deutlich im nationalistischen Lager. Am 30. Januar 1933 war es Lichberg, der zusammen mit dem SA-Sturmführer Wulf Bley den Berliner Fackelmarsch der SA in einer landesweit ausgestrahlten Radiosendung euphorisch kommentierte. Zum 1. Mai 1933 trat er der NSDAP bei (Mitgliedsnummer 2.641.170), und schon bald darauf gehörte er der Kulturredaktion des Parteiorgans Völkischer Beobachter an.  Seine Theaterkritiken kamen allerdings bei Parteigenossen nicht gut an, und schon ab 1934 musste er sich auf leichtere Feuilleton-Beiträge beschränken, die vor allem im Berliner Lokal-Anzeiger erschienen („Kater Julius auf Logierbesuch“, „Bißchen Frühling, bißchen Liebe“, „Mausi und die Nußkremfüllung“, „Der Traum vom großen Los“). Dies fand er offensichtlich nicht befriedigend, und 1935 versuchte er erneut, sich mit dem heiteren Roman „Nantucket-Feuerschiff“ als Roman-Autor einen Namen zu machen, aber außer einer Festschrift zwei Jahre später war dies sein letztes gedrucktes Buch.

## Militärdienst
Ende 1937 trat Lichberg in den Nachrichtendienst der Wehrmacht ein, wo er reüssierte. Seine Mitgliedschaft in der NSDAP ruhte ab 23. Juni 1938.  Er diente in der Anfang Juni 1938 von Admiral Wilhelm Canaris gegründeten und für Sabotage, Provokation, Verbindung mit den Volksdeutschen und Propaganda verantwortlichen Abteilung II der Abwehr und scheint vom Kreis um Canaris rekrutiert worden zu sein.  1941 war er im Oberkommando der Heeresgruppe C bzw. Nord, ein Jahr später, inzwischen Oberstleutnant, im Abwehrkommando 204. 1943 war er im Oberkommando der Wehrmacht, wieder in der Abwehrabteilung II. Später war er mit dem Ersatzbataillon 600 in Westpolen, im so genannten Wartheland. Im Februar 1944 wurde er mit unbekanntem Auftrag nach Paris geschickt.

## Nachkriegsjahre
Lichberg kam in britische Kriegsgefangenschaft, aus der er im April 1946 entlassen wurde. Er zog nach Lübeck und arbeitete dort für die Lübecker Nachrichten. Er starb nach kurzer Krankheit am 14. März 1951. Seine Ehe mit Martha, geborene Küster blieb kinderlos.

## Nabokovs Lolita
Nahezu vierzig Jahre nach Lichbergs Lolita erschien 1955 Vladimir Nabokovs Roman Lolita in den USA. Erst im Jahre 2004, noch einmal fast 50 Jahre später, machte der Literaturwissenschaftler Michael Maar auf die vielen Ähnlichkeiten in Aufbau und Inhalt zwischen Lichbergs und Nabokovs Lolita aufmerksam (s. Lit.). Nabokov und Lichberg lebten 15 Jahre lang, von 1922 bis 1936, gleichzeitig in Berlin. Es ist demnach sehr gut möglich, dass Nabokov Lichbergs „Lolita“-Geschichte kannte und diese ihn Jahrzehnte später zu seinem Roman inspirierte. Allerdings kann Nabokovs Meisterwerk moderner Literatur keinesfalls als Plagiat der künstlerisch unbedeutenden Schauergeschichte von 1916 bezeichnet werden.

## Bibliographie
- Die verfluchte Gioconda, Darmstadt, Falken-Verlag, 1916
- Das deutsche Herz, Berlin, Stilke, 1917